# Gare de Laifour
La gare de Laifour est une gare ferroviaire française de la ligne de Soissons à Givet, située sur le territoire de la commune de Laifour, dans le département des Ardennes en région Grand Est.
C'est une halte ferroviaire de la Société nationale des chemins de fer français (SNCF), desservie par des trains TER Grand Est.

## Situation ferroviaire
Établie à 145 m d'altitude, la gare de Laifour est située au point kilométrique (PK) 167,826 de la ligne de Soissons à Givet, entre les gares de Deville et Anchamps.

## Histoire
La gare de Laifour était à l'origine une simple halte installée dans une maison de garde-barrière agrandie. Les quais étaient interrompus en leur milieu par le passage à niveau.

Un nouveau bâtiment de type 1903 simplifié a été construit au début du XXe siècle. Il pourrait s'agir d'une reconstruction pour remplacer le bâtiment d'origine détruit par faits de guerre, comme ce fut le cas à Revin. Toutefois, ce type de bâtiment fut aussi construit en temps de paix, des années 1920 au début des années 1930, pour remplacer des bâtiments vétustes et exigus.

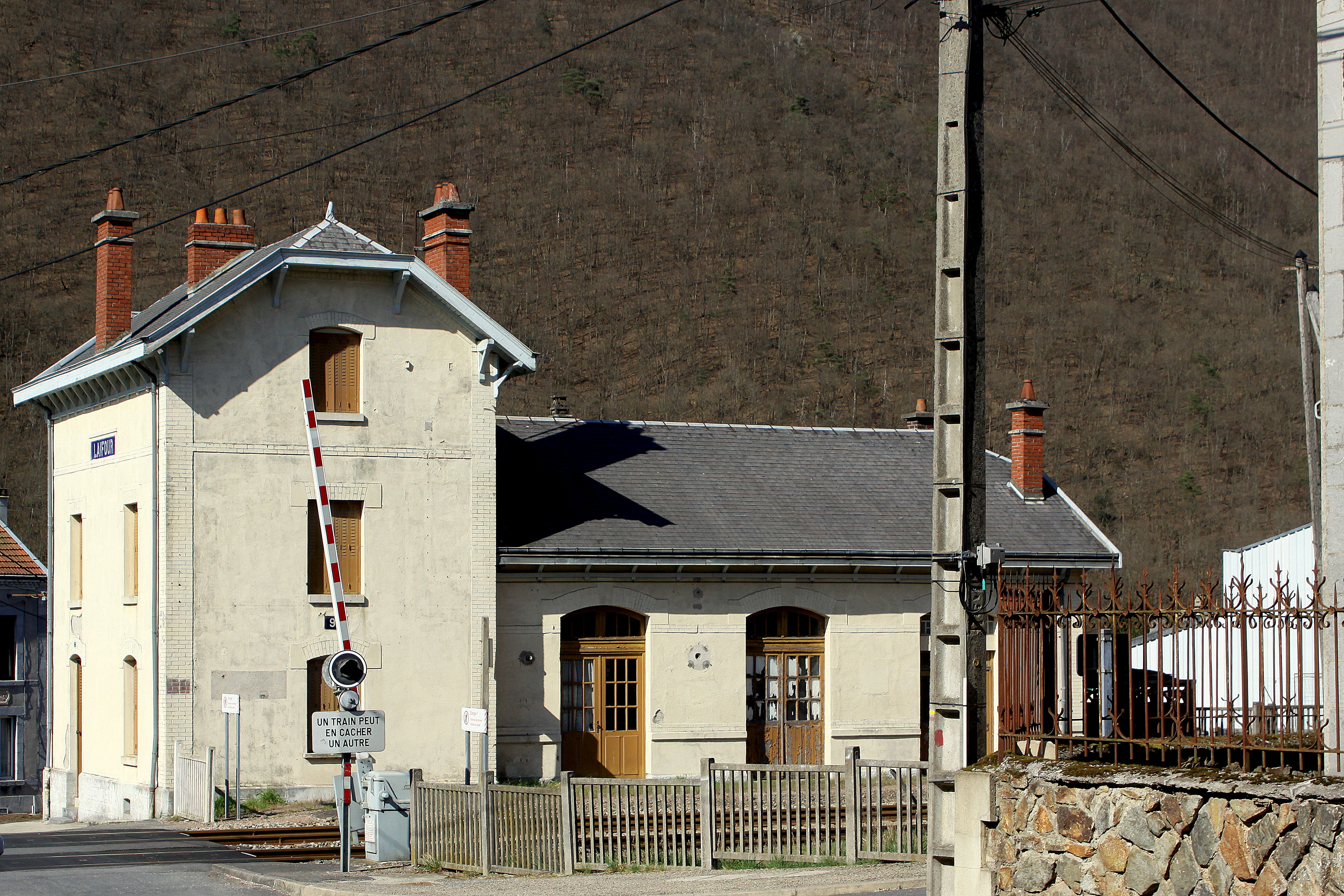
Le bâtiment voyageurs.

Il s'agit d'un bâtiment standard correspondant à la seconde des trois variantes de ce type. Il comporte une partie haute à deux étages sous toiture à demi-croupes transversale avec des corniches à consoles ; elle sert de logement de fonction pour le chef de gare.
La partie dévolue aux voyageurs consiste en une aile basse sans étage comportant trois travées de taille moyenne sous un toit se terminant par une demi-croupe. Tous les percements du rez-de-chaussée et du troisième étage recourent à l'arc bombé ; la façade est ornée de motifs de brique rouge et le soubassement est en pierre.
En raison du manque de place ainsi que de la nature en pente du terrain, la Compagnie des chemins de fer de l'Est a dû s'écarter légèrement du plan type au niveau de la partie haute dont les dimensions et la disposition différent des gares standard à petit logement de fonction.
Elle s'adapte en réalisant une entrée de service latérale sans porche, donnant directement sur la route et en disposant l'aile servant de logement de fonction plus bas que l'aile utilisée par les voyageurs, d'où une différence de niveau entre les deux parties camouflée par la continuité du soubassement. Les fenêtres du logement de fonction sont plus nombreuses qu'à l'accoutumée.
Afin de supprimer les aléas inhérents à l'exploitation d'un quai traversé par la route et, à cause de l'impossibilité de prolonger les quais en courbe ; les nouveaux quais de la gare été déplacés[Quand ?] de l'autre côté du passage à niveau et ne se trouvent plus au pied du bâtiment voyageurs.
Le bâtiment voyageurs a depuis été désaffecté[Quand ?] il est désormais revendu pour servir d'habitation.

## Fréquentation
Selon les estimations de la SNCF, la fréquentation annuelle de la gare figure dans le tableau ci-dessous
.
| Année     | 2015   | 2016   | 2017   | 2018   | 2019   | 2020   | 2021   | 2022   | 2023   | 2024   |
| --------- | ------ | ------ | ------ | ------ | ------ | ------ | ------ | ------ | ------ | ------ |
| Voyageurs | 15 579 | 14 169 | 13 866 | 13 466 | 13 098 | 12 463 | 12 973 | 12 363 | 13 094 | 13 911 |

## Service des voyageurs

### Accueil
Gare SNCF, c'est un point d'arrêt non géré (PANG), à accès libre.

### Desserte
Laifour est desservie par des trains TER Grand Est circulant entre les gares de Charleville-Mézières et Givet, via Revin.

### Intermodalité
Un parc pour les vélos est aménagé.

## Dans la littérature
Dans le récit souriant d'une épopée touristique au long de Sambre et Meuse recueilli dans Chemins d'eau, Jean Rolin s'extasie devant la succession des gares qui ponctuent son trajet de Givet à Charleville-Mézières (pour lui, chacune « pourrait être celle où débarque le narrateur d'Un balcon en forêt ») et spécialement des panneaux invitant à prendre garde au train croiseur, où il choisit de lire « sans doute une allusion, pour les enfants, à quelque moloch du premier âge industriel ».